# Dr. Dolittle
Dr. Dolittle é um filme de comédia e fantasia norte-americano de 1998, dirigido por Betty Thomas, escrito por Larry Levin e Nat Mauldin, e estrelado por Eddie Murphy no papel-título. O filme foi baseado na série de livros infantis intitulada The Story of Doctor Dolittle, escritas por Hugh Lofting em 1920; embora o filme não tenha usado nenhuma das tramas vistas no romance original. A única e principal ligação do filme com a obra de Lofting, é o nome do protagonista e o seu dom de falar com os animais. A primeira adaptação da obra para o cinema foi a comédia musical O Fabuloso Doutor Dolittle (1967), que era uma adaptação mais próxima (embora ainda muito livre) do livro.
O filme foi um sucesso de bilheteria, embora tenha recebido críticas mistas dos críticos após o lançamento. O sucesso do filme gerou mais quatro sequências: Dr. Dolittle 2 (2001), Dr. Dolittle 3 (2006), Dr. Dolittle: Tail to the Chief (2008) e Dr. Dolittle: Million Dollar Mutts (2009), sendo que as três últimas foram lançadas diretamente em vídeo e não contaram com a presença de Murphy.

## Enredo
John Dolittle é um médico e cirurgião de São Francisco, muito especial e respeitado na sociedade. Ele tem um casamento feliz, duas lindas filhas e uma intensa rotina de trabalho. Numa determinada noite, ele acidentalmente atropela um cão e ouve o animal lhe dirigir palavras menos próprias.
A partir daí, o dom de falar com os animais - que ele tinha quando era criança - volta a aparecer. Após retirar um graveto da asa de uma coruja, a notícia se espalha entre os animais das redondezas e logo, diversos "clientes" querem ter uma consulta com ele.
Após essas situações, a vida de John fica bastante complicada e ele é internado num hospício, pois sua esposa e colegas de trabalho desconfiam que ele esteja louco. Ele tenta arranjar uma maneira de fugir do hospital psiquiátrico e regressar ao seu ritmo de vida normal, mas diversos contratempos, voltam a cercá-lo. Logo, John Dolittle terá de decidir se irá continuar renegando o seu dom, ou se terá a chance de prová-lo para todos, tratando de um tigre de circo muito doente com quem pode se comunicar.

## Elenco
- Eddie Murphy como Dr. John Dolittle
  - Dari Gerard Smith como John Dolittle aos 5 anos (1968)
- Ossie Davis como Archer "Vovô" Dolittle
- Oliver Platt como Dr. Mark Weller
- Peter Boyle como Sr. Calloway
- Richard Schiff como Dr. Gene 'Geno' Reiss
- Kristen Wilson como Lisa Dolittle
- Kyla Pratt como Maya Dolittle
- Raven-Symone como Charisse Dolittle
- Jeffrey Tambor como Dr. Fish
- Steven Gilborn como Dr. Sam Litvack
- Erik Dellums como Jeremy
- June Christopher como Diane
- Cherie Franklin como sra. Parkus
- Mark Adair-Rios como residente
- Paul Giamatti como Dr. Blaine Hammersmith (não creditado)
- Don Calfa como paciente da clínica Hammersmith (não creditado)
- Richard Penn como Sr. Galvin
- John Lafayette como Reverendo

### Animais (vozes)
- Norm Macdonald como Lucky
- Chris Rock como Rodney, o porquinho-da-índia
- Albert Brooks como Jacob "Jake", o tigre
- Reni Santoni como Rato #1
- John Leguizamo como Rato #2
- Jenna Elfman como Coruja
- Julie Kavner como Pombo fêmea
- Garry Shandling como Pombo macho
- Phil Proctor como Macaco bêbado
- Jeff Doucette como Gambá
- Paul Reubens como Guaxinim
- Brian Doyle-Murray como velho Retriever
- Ellen DeGeneres como cachorra de Jonh Dolittle (1968)
- Gilbert Gottfried como Cão com transtorno obsessivo compulsivo pela bola
- Tom Towles como Pastor alemão
- James F. Dean como Orangotango
- Jonathan Lipnicki como bebê tigre
- Chad Einbinder como Bettleheim, o gato
- Royce D. Applegate – Cachorro que diz 'eu te amo'
- Hamilton Camp como Porco
- Phyllis Katz como Cabra
- Kerrigan Mahan como Pinguim

## Música
A trilha sonora foi lançada em 16 de junho de 1998 através da Atlantic Records e consiste em uma mistura de hip hop e R&B contemporâneo. A trilha sonora obteve grande sucesso, atingindo a quarta posição nas tabelas Billboard 200 e Top R&B/Hip-Hop Albums e recebeu o certificado de platina dupla pela Recording Industry Association of America (RIAA) em outubro de mesmo ano, pelas mais de 2.000.000 cópias vendidas nos Estados Unidos.
A canção "Are You That Somebody?" de Aaliyah foi lançada como single principal da trilha sonora e também alcançou grande sucesso, conquistando a 21ª posição da Billboard Hot 100 e recebendo uma indicação ao Grammy Awards, na categoria de Melhor Performance Vocal Feminina de R&B, além de ter sido um dos videoclipes mais reproduzidos do ano na MTV.

### Lista de faixas
| N.º | Título                                            | Compositor(es)                                                                                      | Produtor(es)                                                    | Duração |  |
| 1.  | "That's Why I Lie" (Ray J)                        | Rodney Jerkins Fred Jerkins III LaShawn Daniels Isaac Phillips Tye-V Turman Traci Hale              | Rodney Jerkins                                                  | 4:51    |  |
| 2.  | "Let's Ride (Remix)" (Montell Jordan e Shaunta)   | Montell Jordan Teddy Bishop Shaunta Montgomery                                                      | Teddy Bishop Dutch                                              | 4:53    |  |
| 3.  | "Are You That Somebody?" (Aaliyah)                | Timothy Mosley Stephen Garrett                                                                      | Timbaland                                                       | 4:27    |  |
| 4.  | "Same Ol' G" (Ginuwine)                           | Mosley Garrett                                                                                      | Timbaland                                                       | 4:21    |  |
| 5.  | "Lady Marmalade (Timbaland Remix)" (All Saints)   | Bob Crewe Kenny Nolan                                                                               | Johnny Douglass Neville Henry Karen Gibbs John Benson Timbaland | 4:03    |  |
| 6.  | "Da Funk" (Timbaland)                             | Mosley                                                                                              | Timbaland                                                       | 4:29    |  |
| 7.  | "Do Little Things" (Changing Faces e Ivan Matias) | Andrea Martin Ivan Matias                                                                           | Matias Martin                                                   | 5:09    |  |
| 8.  | "Your Dress" (Playa)                              | Mosley Garrett Benjamin Bush                                                                        | Timbaland                                                       | 3:59    |  |
| 9.  | "Woof Woof" (69 Boyz)                             | Van Bryant                                                                                          | K Mills Thrill Da Playa                                         | 4:11    |  |
| 10. | "Rock Steady" (Dawn Robinson)                     | Aretha Franklin                                                                                     | Jake and the Phatman                                            | 3:05    |  |
| 11. | "In Your World" (Twista e Speedknot Mobstaz)      | Traxster Twista Mayze Malif                                                                         | The Legendary Traxster                                          | 4:50    |  |
| 12. | "Lovin' You So" (Jody Watley)                     | Tony Maiden Chaka Khan Dwayne Wiggins Rahsaan Patterson                                             | Dwayne Wiggins                                                  | 3:35    |  |
| 13. | "Dance" (Robin S. e Mary Mary)                    | Warryn Campbell Trecina Atkins Erica Atkins Ray Norwood Jr. Mario Winans Ronald Winans Howard Smith | Warryn Campbell                                                 | 3:38    |  |
| 14. | "Push 'Em Up" (Eddie Kane & DeVille e DJ Toomp)   | Eddie Grier Deodrick Veal Warren Borders Alan Borders Aldrin Davis                                  | DJ Toomp                                                        | 3:46    |  |
| 15. | "Ain't Nothin' But a Party" (The Sugarhill Gang)  | Sherwin Charles James Carter Travis Ray Lane Ivan Norwood                                           | Life Long Entertainment I-Roc Jammin' James Carter Ivan Norwood | 3:57    |  |

Créditos de samples
- "Lovin' You So" contém elementos de "Pack'd My Bags", escrita por Chaka Khan e Tony Maiden.
- "Dance" contém elementos de "If Ever I Fall" de The Winans.
- "Ain't Nothin' But a Party" contém uma interpolação de "8th Wonder", escrita por Sylvia Robinson, Clifton Chase, Michael Wright, Cheryl Cook e Guy O'Brien.

## Recepção

### Critica
O filme recebeu críticas mistas, com uma classificação de 44% no Rotten Tomatoes Leonard Klady da Variety chamou-o de "pobre em história e cheio de piadas escatológicas, o filme pode tocar o coração dos pré-adolescentes, mas não atinge um público mais velho, apesar de alguns efeitos bacanas e humor amplo". Já Nathan Rabin do The AV Club escreveu: "Murphy está preso a um papel secundário em relação à coleção de animais malucos do filme, ele faz um homem direto e envolvente. O Dr. Dolittle não é tão afiado ou consistente quanto O Professor Aloprado de Murphy, mas é uma diversão leve e divertida".

### Bilheteria
Em sua semana de estréia, o filme arrecadou $29,014,324  em todo 2.777 cinema nos Estados Unidos e Canadá, o ranking # 1 nas bilheterias, a melhor estréia de um filme Fox naquela semana. Até o final de sua corrida, Dr. Dolittle tinha arrecadou $144,156,605  nos Estados Unidos e internacionalmente $ 150.300.000, totalizando $ 294.456.605 em todo o mundo.